# 縄文杉

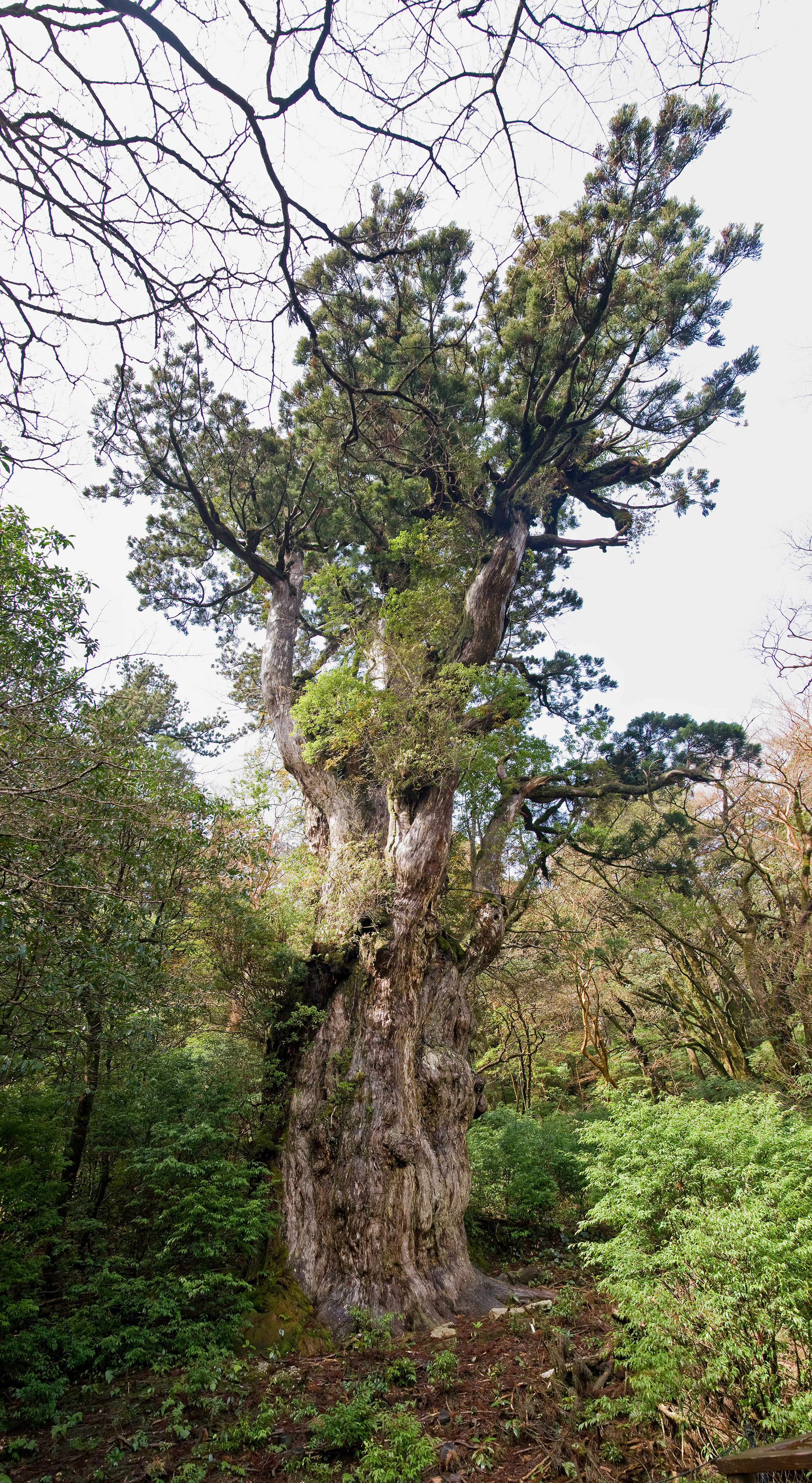
縄文杉の全景（2012年3月撮影）

縄文杉（じょうもんすぎ）は、鹿児島県熊毛郡屋久島町（屋久島）に自生する最大級の屋久杉。スギの1個体に付された名であり、種の名称や、あるいは、縄文時代から生きている個体の総称ではない。屋久杉を代表する古木として著名である。世界遺産「屋久島」に包含される。かつては縄文杉のような巨木が他にもあったが、豊臣秀吉の命令により京都の方広寺大仏殿（京の大仏）造営の為に伐採されてしまった 。（ウィルソン株を参照）

## 概要
1966年、屋久町役場の観光課長だった岩川貞次により発見され広く紹介される。発見当初は大岩杉と呼ばれていた。「縄文杉」という名前の由来は、当時推定された樹齢が4,000年以上で縄文時代から生きていることから来たという説と、奔放にうねる幹の造形が縄文土器に似ているからという説がある。

## 年齢推定
1976年、九州大学工学部の真鍋大覚助教授により、周囲の樹木の年輪測定、幹周の大きさなどから、樹齢7,000年以上と推定され話題になった。しかし、その後の調査で古木の周囲を2～3本程度の若い木が融合して包み込んでいる合体木である可能性が浮上し、外側の若い木の部分の年代測定では樹齢約2,700年と判定された（芯部の古木は樹体保護のため未調査）。学習院大学の木越教授の放射性炭素測定法での調査では、1920プラスマイナス150年前後、つまり最大でも2170年という数字になった。ただし、鹿児島大学農学部の林助教授が縄文杉のパーオキシダーゼをアイソザイム分析した結果、縄文杉は合体木ではなく一つの木であることが証明されたとしている。また、調査によって倒木更新の痕跡も発見されている。
また約7,300年前に鬼界カルデラから広がった幸屋火砕流によって、屋久島を含む九州南部諸島の大型植物は全滅したと考えられており、前述の倒木更新をもっとも古く幸屋火砕流により倒れた杉の上に立った次代の杉によるものと考えても、被害をうけてから1000年近くは杉が生長することが出来なかっただろうという推測から、推定樹齢4000年から多くても5000年でそれ以上はさかのぼらないだろうとするのが定説になっている。一方で、後代に持ち込まれた記録の無いヤクシマザルなどの大型動物が現存していることから、屋久島全体が火砕流に飲み込まれたのではなく一部の動植物は生き延びたのではないかとする意見もある。

## アクセス
縄文杉を見るためには8-10時間程の登山を行う必要があるが、保護のため十数メートル離れた木製のデッキから鑑賞しなければならず、杉の周りには立ち入ることはできない。

## データ
- 幹周：16.4m
- 樹高：30m
- 樹齢：推定3,000年以上（2,500年説もあり）

## 姉妹木
2009年4月23日に、ニュージーランドノースランドのワイポウア森林保護区にある樹齢約1,200-2,500年のカウリ「タネ・マフタ」との姉妹木締結が屋久島町とカイパラ地区との間で調印された。伝統文化や青少年の交流事業が期待されている。